# Zahlungsreihe
Zahlungsreihe ist vor allem in der Investitionsrechnung die in einem bestimmten Zeitraum erwartete Reihe von Auszahlungen und Einzahlungen bei einer Investition. 

## Allgemeines
Die Aus- und Einzahlungen werden zusammenfassend Zahlungsströme genannt. In der Finanzwirtschaft spielt nicht nur der Barwert einer einzelnen Zahlung eine große Rolle, sondern häufiger noch die Summe der Barwerte von mehreren, aufeinanderfolgenden Zahlungen, die Zahlungsreihe genannt werden. Der Barwert mehrerer Zahlungen heißt Kapitalwert. Wenn einem Investitionsvorhaben eine bestimmte Finanzierung zugeordnet werden kann, lässt sich die dynamische Investitionsrechnung verfeinern, indem man die Zahlungsreihe der Investition mit der Zahlungsreihe der Finanzierung verknüpft. Dabei sind alle mit der Investition in Zusammenhang stehenden Zahlungsströme zu erfassen. Diese Zahlungsreihe ist Grundlage der dynamischen Investitionsplanung. Derartige Zahlungsreihen können außerhalb der Investitionsrechnung im Finanzwesen verwendet werden, so etwa bei einem Tilgungsplan oder der Ermittlung des Ertragswerts eines Mehrfamilienhauses. 

## Investitionsrechnung
Die Zahlungsreihe eines Investitionsobjektes (beispielsweise einer Maschine) umfasst die Anschaffungsauszahlung (Investitionsausgaben) der Investition ({\displaystyle A_{a}}), die Einzahlungsüberschüsse der durch die Investition ausgelösten Umsatzerlöse ({\displaystyle E_{e}}) im Laufe der Nutzungsdauer ({\displaystyle d_{t}}) sowie den Zahlungsüberschuss aus der Veräußerung (Verschrottung) am Ende der Nutzungsdauer ({\displaystyle L_{n}}):
Beispiel
Die Investitionsausgaben betragen angenommen 800.000 € bei einer erwarteten Nutzungsdauer {\displaystyle d_{t}} von drei Jahren. Während der Nutzungsdauer erbringt die Investition Umsatzerlöse, am Ende der Nutzungsdauer fällt ein Verschrottungsgewinn von 20.000 € an. 
| Geschäftsvorgang                           | {\displaystyle A_{a}} | {\displaystyle E_{e}} |
| ------------------------------------------ | --------------------- | --------------------- |
| Investitionsausgaben                       | 800.000 €             | 0 €                   |
| Umsatzerlöse {\displaystyle d_{t}1}        | 0 €                   | 200.000 €             |
| Umsatzerlöse {\displaystyle d_{t}2}        | 0 €                   | 400.000 €             |
| Umsatzerlöse {\displaystyle d_{t}3}        | 0 €                   | 420.000 €             |
| Verschrottungsgewinn {\displaystyle L_{n}} | 0 €                   | 20.000 €              |
| Summen                                     | 800.000               | 1.040.000 €           |

Die Investitionsrechnung ergibt Ausgaben in Höhe von 800.000 Euro, denen Einnahmen in Höhe von 1.040.000 Euro gegenüberstehen, so dass sich die Investition mit einem Einnahmeüberschuss von 240.000 Euro gelohnt hat. Eine Fehlinvestition liegt vor, wenn die Erträge niedriger sind als die Investitionsausgaben. Abschreibungen erscheinen in der Zahlungsreihe nicht, weil sie nicht zahlungswirksam sind.

## Kennzahl
Im Beispiel beträgt die Investitionsrendite 30 % ({\displaystyle {\frac {240.000}{800.000}}\cdot 100\,\%}), so dass die Grenzleistungsfähigkeit des Kapitals (800.000 Euro) den aktuellen Marktzins übersteigt, wenn dieser unter 30 % liegt. 
Aus der Zahlungsreihe lässt sich ein interner Zinsfuß der Investition, das freigesetzte Kapital der Investition und das Einkommen des Investors aus der Investition zu den verschiedenen Zeitpunkten der Investition errechnen. Ferner kann das Endvermögen und die erzielte effektive Rendite ermittelt werden, wenn freiwerdende Mittel zu einem bestimmten Zinssatz wieder angelegt werden.